# Smokin’ Suckaz wit Logic
Smokin’ Suckaz wit Logic war eine Hip-Hop-Band aus New York.

## Geschichte
Die Band wurde 1990 von G „Suave“ (aka Rodan Tha Thinker), Darren „D-Smooth“ Lolk (Gitarre), Money Mike (Bass), Curtis „Mr.“ Watts (Schlagzeug, Keyboard, Hintergrundgesang), Spank Dog (Programmierung, Scratches, Hintergrundgesang) und Peter „Ajoe“ Jorge  (Programmierung, Hintergrundgesang) gegründet.
Auch als Gruppe arbeiteten die Mitglieder weiterhin mit anderen Künstlern zusammen, z. B. Ziggy Marley und KRS-One.
Zu Beginn veröffentlichten sie die Single Playing’ Foolz beim Label Epic Records. Die Musik ist beeinflusst von Hip-Hop, Alternative Rock, Funk, Reggae, Jazz und Metal.
Die Band steuerte den Titel Cuz I’m Like Dat zum Film Street Fighter II – The Animated Movie bei.
Aufgrund verschiedener kreativer Differenzen innerhalb der Gruppe und durch viele Frustrationen über den musikalischen Stil löste sich die Band 1994 auf.
Die meisten Mitglieder versuchten Solokarrieren. Watts wurde Produzent und Solo-Künstler, Suave wurde zum christlichen Rapper Rodan Tha Thinker in der Band True 2 Life zusammen mit Jorge und dem DJ Wrex. Lolk spielte Pete Townshend in einer  The-Who-Tribute-Band namens The Who Show und ist nun in der Chicano-Punk-Band Viva Malpache.
In Deutschland wurde die Band vor allem durch ihren Hit Mutha Made ’em bekannt.

## Diskografie

### Album
- Playin’ Foolz (1993)

### Singles, EPs
- Mutha Made ’Em/B4 My Rhymes Thru
- How We Hit ’Em